# Salazar de las Palmas

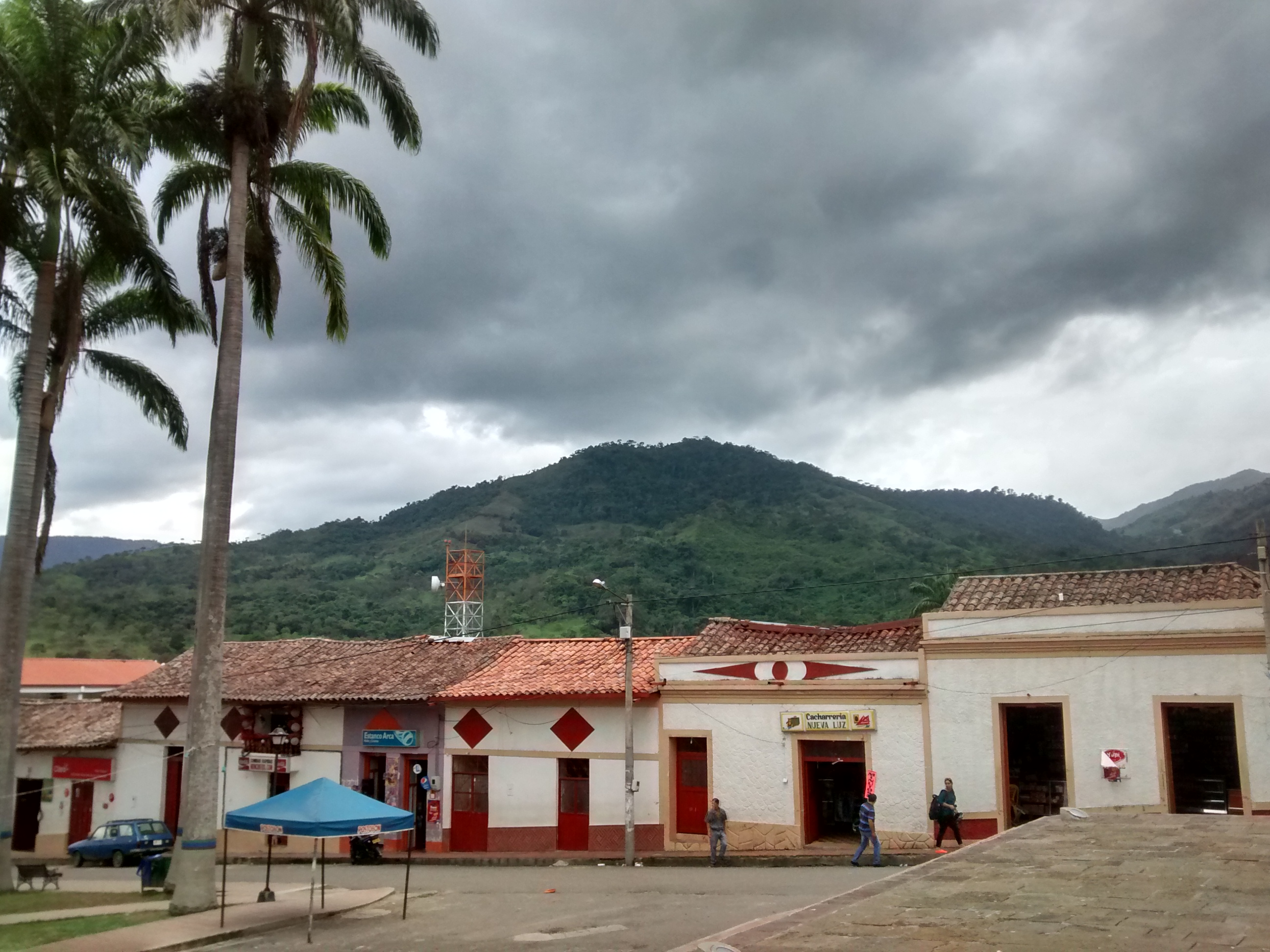
Imagem de Salazar de lãs Palmas.

Salazar de las Palmas é um município da Colômbia, localizado no departamento de Norte de Santander.